# Juan Caballero y Ocio

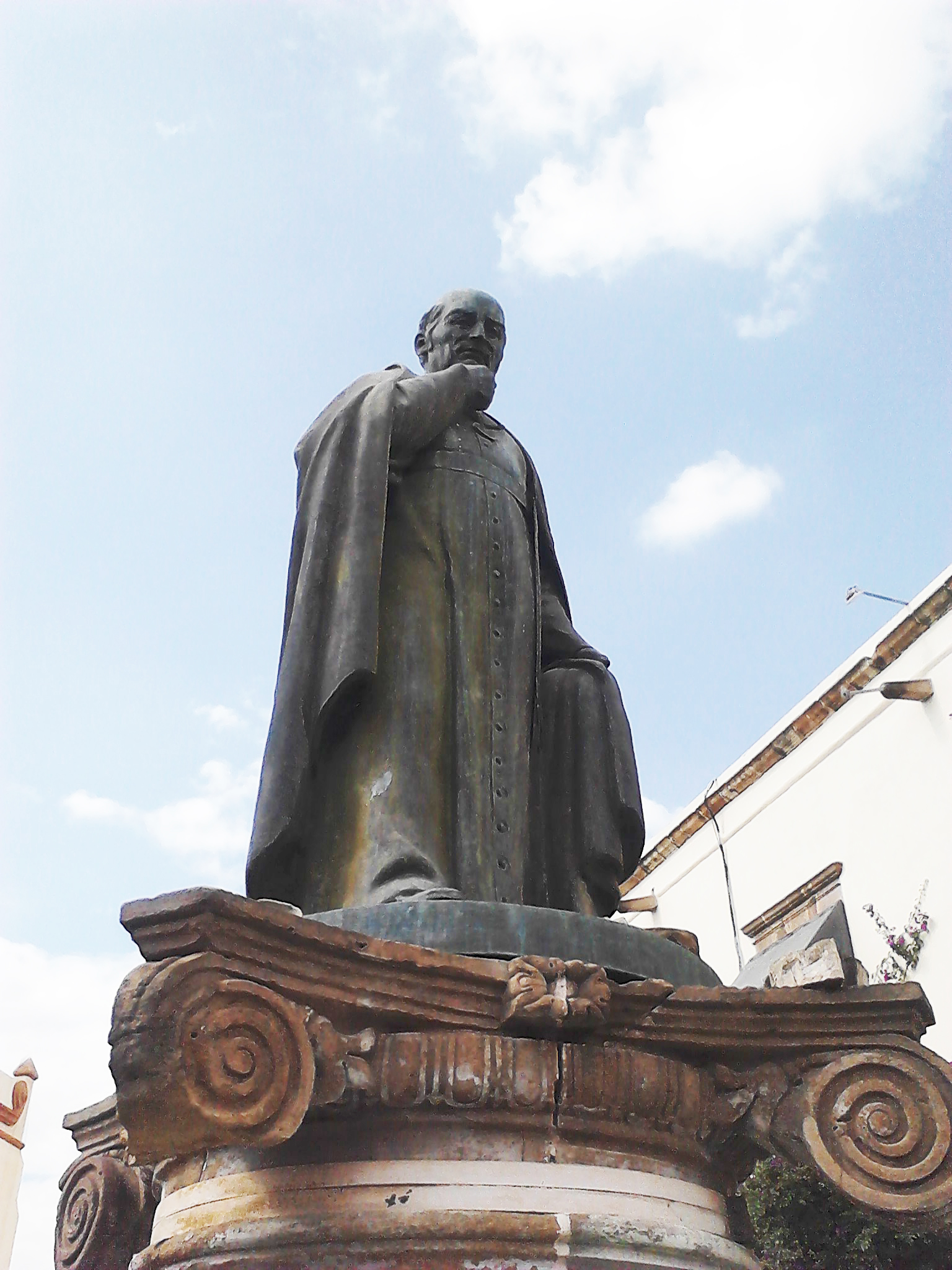
Estatua de Juan Caballero y Ocio levantado en su ciudad natal

Juan Caballero y Ocio (Santiago de Querétaro, México, 4 de mayo de 1643 - Ibidem, 11 de abril de 1707) fue un sacerdote católico notable por sus regalos a la iglesia católica y a la caridad.

## Biografía
Caballero nació y murió en Santiago de Querétaro, México. Siendo todavía laico, era alcalde de su ciudad natal. Después de tomar las Órdenes santas ocupó varios altos cargos. Dio grandes sumas de dinero a varias iglesias, y fundó y dotó en su ciudad natal la iglesia y el Colegio de los Jesuitas, amplió la Iglesia Franciscana, construyó la Iglesia y el convento Dominicos, construyó la Capilla de Nuestra Señora de Loreto, a la que dio todas las joyas de su familia, fundó el convento de Monjas Capuchinas y construyó un hospital o enfermería en el Convento de San Francisco.
Dio dotes a más de doscientas niñas y dejó grandes sumas de dinero para caridades diarias. En la Ciudad de México reconstruyó la iglesia de Santa Clara y contribuyó generosamente a la construcción de las iglesias de los San Felipe Neri y Belén. En Guadalajara terminó la iglesia de Santo Domingo, y para las misiones de la recién descubierta California dio $150,000. 
Algunos años antes de su muerte, legó su propiedad con fines caritativos. Fue notable por su humildad y piedad. Rechazó dos obispados que se le ofrecieron en diferentes momentos, y el título de Adelantado (gobernador) de California, que el Rey de España le envió, después de su generosa donación a esas misiones. Todos los años solía hacer un retiro espiritual, dibujando al mismo tiempo su última voluntad y convirtiéndose en el ejecutor de sus piadosos legados hasta que los renovó al año siguiente. Las sumas que dejó para fines caritativos se conservaron maravillosamente y se incrementaron durante un siglo y medio, hasta la derrota general de la Iglesia de México. 